# Доха Спортс Сити
Aspire Zone, также известный как Доха Спортс Сити, — спортивный комплекс сооружений площадью в 250 гектаров (2,5 км²), расположенный в районе Аль-Вааб столицы Катара Дохе. Он был образован как международный спортивный центр в 2003 году, а в следующем году была открыта академия по подготовке будущих спортивных чемпионов (ASPIRE Academy for Sports Excellence). Комплекс включает в себя ряд спортивных сооружений, преимущественно построенных для проведения здесь Летних Азиатских игр 2006.
Среди спортивных арен комплекса выделяются:
- Международный стадион Халифа — многофункциональный стадион вместимостью 50 000 человек, преимущественно используемый для проведения футбольных матчей.
- Хамад Акватик Центр — бассейн, отвечающий олимпийским требованиям.
- Aspire Dome — крупнейший в мире крытый многофункциональный спортивный зал, содержащий 13 различных игровых полей[4].

В Aspire Zone также расположено высочайшее здание Дохи, Aspire Tower, а также Villaggio Mall, наиболее популярный молл в Дохе.
Комплекс будет широко задействован при проведении Чемпионата мира по футболу 2022 по решению Футбольной ассоциации Катара, а также он занимал центральное место в заявке Катара по проведению Летних Олимпийских игр 2016, будучи выдвинутой Олимпийским комитетом Катара.